# 1964年のイギリスサルーンカー選手権

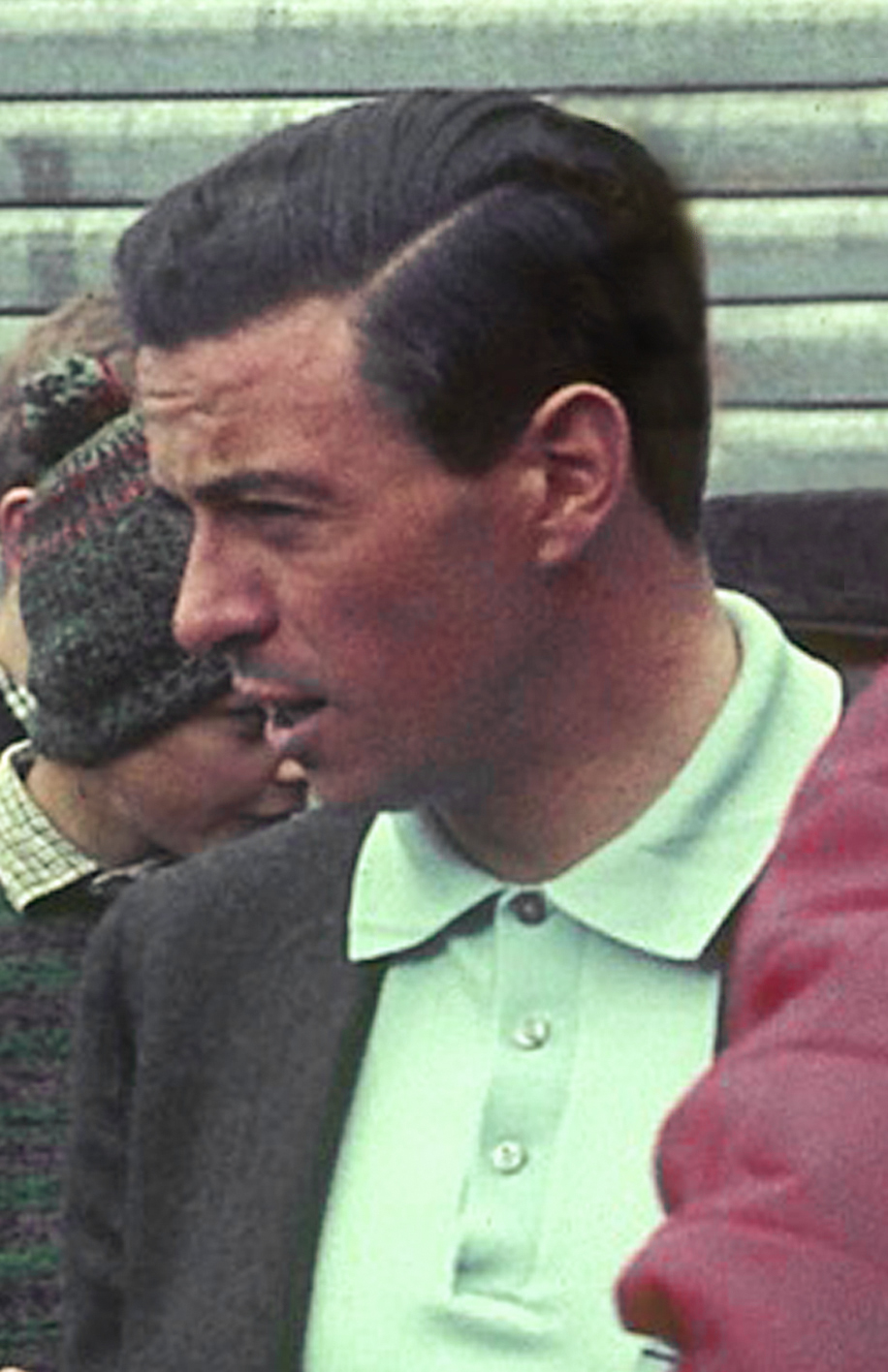
ドライバーズタイトルはロータス・コーティナをドライブしたジム・クラークが獲得した。

1964年のイギリスサルーンカー選手権 (1964 British Saloon Car Championship) は、イギリスサルーンカー選手権の7年目のシーズン。3月14日のスネッタートン・モーターレーシング・サーキットで開幕し、9月19日のオウルトンパークまで全8戦で争われた。タイトルは1963年のF1チャンピオン、ジム・クラークが獲得した。

## 開催カレンダーと優勝者
複数クラスの混走による総合優勝者は太字
| ラウンド | ラウンド | サーキット                                     | 開催日  | クラス A 優勝者            | クラス B 優勝者      | クラス C 優勝者          | クラス D 優勝者      |
| -------- | -------- | ---------------------------------------------- | ------- | -------------------------- | -------------------- | ------------------------ | -------------------- |
| 1        | 1        | スネッタートン・モーターレーシング・サーキット | 3月14日 | ジョン・フィッツパトリック | ジム・クラーク       | ジョン・スパロー         | ジャック・ブラバム   |
| 2        | 2        | グッドウッド・サーキット                       | 3月30日 | マイク・ヤング             | ジム・クラーク       | 無し（失格）             | ジャック・ブラバム   |
| 3        | 3        | オウルトンパーク                               | 4月11日 | マイク・ヤング             | ジム・クラーク       | クリス・マクラーレン     | ガウェイン・ベイリー |
| 4        | 4        | エイントリー・モーターレーシング・サーキット   | 4月18日 | ジョン・フィッツパトリック | ジム・クラーク       | ジョン・スパロー         | ジャック・シアーズ   |
| 5        | 5        | シルバーストン・サーキット                     | 5月2日  | パディ・ホップカーク       | ジム・クラーク       | クリス・マクラーレン     | ジャック・シアーズ   |
| 6        | A        | クリスタル・パレス                             | 5月18日 | ジョン・ハンドレイ         | 開催せず             | 開催せず                 | 開催せず             |
| 6        | B        | クリスタル・パレス                             | 5月18日 | 開催せず                   | ジム・クラーク       | ロイストン・カーペンター | ガウェイン・ベイリー |
| NC       | NC       | ブランズ・ハッチ                               | 7月11日 | ジョン・フィッツパトリック | ジョン・ウィットモア | 開催せず                 | 開催せず             |
| 7        | 7        | ブランズ・ハッチ                               | 8月3日  | ジョン・ローズ             | ジム・クラーク       | クリス・マクラーレン     | ジャック・シアーズ   |
| 8        | 8        | オウルトンパーク                               | 9月19日 | ジョン・ローズ             | ジム・クラーク       | クリス・マクラーレン     | ジャック・ブラバム   |

## 選手権結果
| \| ドライバーズランキング \| ドライバーズランキング \| ドライバーズランキング \| ドライバーズランキング \| \| 順位 \| ドライバー \| 車両 \| ポイント \| \| ---------------------- \| ------------------------------------ \| ------------------------------ \| ---------------------- \| \| 1 \| ジム・クラーク \| フォード・コーティナ・ロータス \| 48 \| \| 2 \| ジョン・フィッツパトリック（英語版） \| モーリス・ミニ・クーパー S \| 38 \| \| 3 \| マイク・ヤング \| フォード・アングリア・スーパー \| 30 \| \| 4 \| クリス・マクラーレン \| ジャガー・Mk2 3.8 \| 26 \| \| 5 \| ボブ・オルソフ \| フォード・コーティナ・ロータス \| 24 \| \| 5 \| ピーター・アランデル \| フォード・コーティナ・ロータス \| 24 \| \| 5 \| ガウェイン・ベイリー卿 \| フォード・ギャラクシー \| 24 \| |                            |                                |          |
| ドライバーズランキング |                            |                                |          |
| 順位 | ドライバー                 | 車両                           | ポイント |
| 1 | ジム・クラーク             | フォード・コーティナ・ロータス | 48       |
| 2 | ジョン・フィッツパトリック | モーリス・ミニ・クーパー S     | 38       |
| 3 | マイク・ヤング             | フォード・アングリア・スーパー | 30       |
| 4 | クリス・マクラーレン       | ジャガー・Mk2 3.8              | 26       |
| 5 | ボブ・オルソフ             | フォード・コーティナ・ロータス | 24       |
| 5 | ピーター・アランデル       | フォード・コーティナ・ロータス | 24       |
| 5 | ガウェイン・ベイリー卿     | フォード・ギャラクシー         | 24       |

## 参照
1. ↑  http://homepage.mac.com/frank_de_jong/Pages/1964%20BSCC.html